# 삼시세끼
《삼시세끼》는 2014년 10월 17일부터 tvN에서 방송중인 예능 프로그램이며 박명수가 고정 물망에 올랐으나 스케줄 문제 탓인지 고사했다.

## 방송 시간
| 방송 채널 | 시즌 | 방송 기간                           | 방송 시간                           |
| --------- | ---- | ----------------------------------- | ----------------------------------- |
| tvN       | 1    | 2014년 10월 17일 ~ 2014년 12월 26일 | 매주 금요일 밤 9시 50분 ~ 11시 10분 |
| tvN       | 2    | 2015년 1월 23일 ~ 2015년 3월 20일   | 매주 금요일 밤 9시 45분 ~ 11시 10분 |
| tvN       | 3    | 2015년 5월 15일 ~ 2015년 9월 11일   | 매주 금요일 밤 9시 45분 ~ 11시 25분 |
| tvN       | 4    | 2015년 10월 9일 ~ 2015년 12월 11일  | 매주 금요일 밤 9시 45분 ~ 11시 25분 |
| tvN       | 5    | 2016년 7월 1일 ~ 2016년 9월 16일    | 매주 금요일 밤 9시 45분 ~ 11시 25분 |
| tvN       | 6    | 2016년 10월 14일 ~ 2016년 12월 30일 | 매주 금요일 밤 9시 15분 ~ 11시      |
| tvN       | 7    | 2017년 8월 4일 ~ 2017년 10월 20일   | 매주 금요일 밤 9시 50분 ~ 11시 10분 |
| tvN       | 8    | 2019년 8월 9일 ~ 2019년 10월 18일   | 매주 금요일 밤 9시 10분 ~ 10시 40분 |
| tvN       | 9    | 2020년 5월 1일 ~ 2020년 7월 10일    | 매주 금요일 밤 9시 10분 ~ 10시 40분 |
| tvN       | 10   | 2024년 9월 20일 ~ 2024년 11월 22일  | 매주 금요일 밤 8시 40분 ~ 10시 30분 |

## 방송 시리즈
| 방송 시즌 | 방송 횟수 | 방송명     | 방송 기간                           | 출연진 및 패널                 | 게스트                                                                                               |
| --------- | --------- | ---------- | ----------------------------------- | ------------------------------ | --- |
| 1기       | 11부작    | 정선 편 1  | 2014년 10월 17일 ~ 2014년 12월 26일 | 이서진, 옥택연                 | 윤여정, 최화정, 신구, 백일섭, 김광규, 김지호, 류승수, 고아라, 손호준, 최지우, 이순재, 김영철, 이승기 |
| 2기       | 9부작     | 어촌 편 1  | 2015년 1월 23일 ~ 2015년 3월 20일   | 유해진, 차승원                 | 손호준, 정우, 추성훈                                                                                 |
| 3기       | 18부작    | 정선편 2   | 2015년 5월 15일 ~ 2015년 9월 11일   | 이서진, 옥택연, 김광규         | 박신혜, 지성, 보아, 유해진, 김하늘, 최지우, 손호준, 홍석천, 이선균, 박신혜                           |
| 4기       | 10부작    | 어촌 편 2  | 2015년 10월 9일 ~ 2015년 12월 11일  | 유해진, 차승원, 손호준         | 박형식, 이진욱, 윤계상                                                                               |
| 5기       | 12부작    | 고창 편    | 2016년 7월 1일 ~ 2016년 9월 16일    | 유해진, 차승원, 손호준, 남주혁 | |
| 6기       | 12부작    | 어촌 편 3  | 2016년 10월 14일 ~ 2016년 12월 30일 | 이서진, 에릭, 윤균상           | |
| 7기       | 12부작    | 바다목장편 | 2017년 8월 4일 ~ 2017년 10월 20일   | 이서진, 에릭, 윤균상           | 한지민, 이제훈, 설현, 이종석, 앤디, 이민우                                                           |
| 8기       | 11부작    | 산촌 편    | 2019년 8월 9일 ~ 2019년 10월 18일   | 염정아, 윤세아, 박소담         | 정우성, 오나라, 남주혁, 박서준                                                                       |
| 9기       | 11부작    | 어촌 편 5  | 2020년 5월 1일 ~ 2020년 7월 10일    | 유해진, 차승원, 손호준         | 공효진, 이광수, 이서진                                                                               |
| 10기      | 10부작    | 라이트     | 2024년 9월 20일 ~ 2024년 11월 22일  | 차승원, 유해진                 | 임영웅, 김고은, 이광수, 도경수, 김남길, 엄태구                                                       |

## 슬로건
- 자급자족 유기농 라이프 : 정선편 1, 정선편 2, 고창편, 산촌편, 라이트
- 자급자족 어부 라이프 : 어촌편 1, 어촌편 2, 어촌편 3, 어촌편 5
- 잭슨 패밀리 리턴즈 : 바다목장편(어촌편 4)

## 시청률
최저 시청률과 최고 시청률은 닐슨코리아에서 공개한 표를 바탕으로 작성한 시청률입니다.

### 정선편 1
| 회차         | 방송일자         | AGB시청률 |
| ------------ | ---------------- | --------- |
| 1화          | 2014년 10월 17일 | 4.6%      |
| 2화          | 2014년 10월 24일 | 5.8%      |
| 3화          | 2014년 10월 31일 | 6.8%      |
| 4화          | 2014년 11월 7일  | 7.0%      |
| 5화          | 2014년 11월 14일 | 7.0%      |
| 6화          | 2014년 11월 21일 | 7.5%      |
| 7화          | 2014년 11월 28일 | 8.0%      |
| 8화          | 2014년 12월 5일  | 8.2%      |
| 9화          | 2014년 12월 12일 | 9.1%      |
| 10화         | 2014년 12월 19일 | 9.0%      |
| 11화(감독판) | 2014년 12월 26일 | 5.7%      |

### 어촌편 1
| 회차        | 방송일자        | AGB시청률 |
| ----------- | --------------- | --------- |
| 1화         | 2015년 1월 23일 | 9.8%      |
| 2화         | 2015년 1월 30일 | 10.8%     |
| 3화         | 2015년 2월 6일  | 10.8%     |
| 4화         | 2015년 2월 13일 | 12.8%     |
| 5화         | 2015년 2월 20일 | 14.2%     |
| 6화         | 2015년 2월 27일 | 13.5%     |
| 7화         | 2015년 3월 6일  | 13.9%     |
| 8화         | 2015년 3월 13일 | 13.4%     |
| 9화(감독판) | 2015년 3월 20일 | 9.2%      |

### 정선편 2
| 회차         | 방송일자        | AGB시청률 |
| ------------ | --------------- | --------- |
| 1화          | 2015년 5월 15일 | 8.2%      |
| 2화          | 2015년 5월 22일 | 8.0%      |
| 3화          | 2015년 5월 29일 | 8.7%      |
| 4화          | 2015년 6월 5일  | 9.1%      |
| 5화          | 2015년 6월 12일 | 9.1%      |
| 6화          | 2015년 6월 19일 | 8.8%      |
| 7화          | 2015년 6월 26일 | 11.0%     |
| 8화          | 2015년 7월 3일  | 11.9%     |
| 9화          | 2015년 7월 10일 | 11.3%     |
| 10화         | 2015년 7월 17일 | 12.4%     |
| 11화         | 2015년 7월 24일 | 11.4%     |
| 12화         | 2015년 7월 31일 | 10.8%     |
| 13화         | 2015년 8월 7일  | 11.5%     |
| 14화         | 2015년 8월 14일 | 10.7%     |
| 15화         | 2015년 8월 21일 | 11.4%     |
| 16화         | 2015년 8월 28일 | 11.4%     |
| 17화         | 2015년 9월 4일  | 10.6%     |
| 18화(감독판) | 2015년 9월 11일 | 7.4%      |

### 어촌편 2
| 회차         | 방송일자         | AGB시청률 |
| ------------ | ---------------- | --------- |
| 1화          | 2015년 10월 9일  | 13.9%     |
| 2화          | 2015년 10월 16일 | 13.3%     |
| 3화          | 2015년 10월 23일 | 12.4%     |
| 4화          | 2015년 10월 30일 | 13.6%     |
| 5화          | 2015년 11월 6일  | 12.3%     |
| 6화          | 2015년 11월 13일 | 12.5%     |
| 7화          | 2015년 11월 20일 | 12.8%     |
| 8화          | 2015년 11월 27일 | 12.9%     |
| 9화          | 2015년 12월 4일  | 12.6%     |
| 10화(감독판) | 2015년 12월 11일 | 9.7%      |

### 고창편
| 회차         | 방송일자        | AGB시청률 |
| ------------ | --------------- | --------- |
| 1화          | 2016년 7월 1일  | 11.6%     |
| 2화          | 2016년 7월 8일  | 10.6%     |
| 3화          | 2016년 7월 15일 | 11.4%     |
| 4화          | 2016년 7월 22일 | 11.0%     |
| 5화          | 2016년 7월 29일 | 11.0%     |
| 6화          | 2016년 8월 5일  | 11.2%     |
| 7화          | 2016년 8월 12일 | 10.4%     |
| 8화          | 2016년 8월 19일 | 10.3%     |
| 9화          | 2016년 8월 26일 | 11.8%     |
| 10화         | 2016년 9월 2일  | 10.4%     |
| 11화         | 2016년 9월 9일  | 10.4%     |
| 12화(감독판) | 2016년 9월 16일 | 5.2%      |

### 어촌편 3
| 회차         | 방송일자         | AGB시청률 |
| ------------ | ---------------- | --------- |
| 1화          | 2016년 10월 14일 | 12.6%     |
| 2화          | 2016년 10월 21일 | 10.8%     |
| 3화          | 2016년 10월 28일 | 11.5%     |
| 4화          | 2016년 11월 4일  | 10.9%     |
| 5화          | 2016년 11월 11일 | 10.8%     |
| 6화          | 2016년 11월 18일 | 10.9%     |
| 7화          | 2016년 11월 25일 | 10.3%     |
| 8화          | 2016년 12월 2일  | 11.4%     |
| 9화          | 2016년 12월 9일  | 10.9%     |
| 10화         | 2016년 12월 16일 | 12.0%     |
| 11화         | 2016년 12월 23일 | 11.4%     |
| 12화(감독판) | 2016년 12월 30일 | 7.5%      |

### 바다목장편(어촌편 4)
| 회차         | 방송일자         | AGB시청률 |
| ------------ | ---------------- | --------- |
| 1화          | 2017년 8월 4일   | 10.6%     |
| 2화          | 2017년 8월 11일  | 9.2%      |
| 3화          | 2017년 8월 18일  | 9.8%      |
| 4화          | 2017년 8월 25일  | 8.7%      |
| 5화          | 2017년 9월 1일   | 8.3%      |
| 6화          | 2017년 9월 8일   | 9.1%      |
| 7화          | 2017년 9월 15일  | 8.8%      |
| 8화          | 2017년 9월 22일  | 9.8%      |
| 9화          | 2017년 9월 29일  | 8.6%      |
| 10화         | 2017년 10월 6일  | 9.0%      |
| 11화         | 2017년 10월 13일 | 9.1%      |
| 12화(감독판) | 2017년 10월 20일 | 6.0%      |

### 산촌편
| 회차         | 방송일자         | AGB시청률 |
| ------------ | ---------------- | --------- |
| 1회          | 2019년 8월 9일   | 7.231%    |
| 2회          | 2019년 8월 16일  | 7.764%    |
| 3회          | 2019년 8월 23일  | 7.243%    |
| 4회          | 2019년 8월 30일  | 7.122%    |
| 5회          | 2019년 9월 6일   | 6.635%    |
| 6회          | 2019년 9월 13일  | 5.614%    |
| 7회          | 2019년 9월 20일  | 6.671%    |
| 8회          | 2019년 9월 27일  | 6.184%    |
| 9회          | 2019년 10월 4일  | 6.886%    |
| 10회         | 2019년 10월 11일 | 6.895%    |
| 11회(감독판) | 2019년 10월 18일 | 5.280%    |

### 어촌편 5
| 회차 | 방송일자        | AGB시청률 |
| ---- | --------------- | --------- |
| 1회  | 2020년 5월 1일  | 9.276%    |
| 2회  | 2020년 5월 8일  | 9.842%    |
| 3회  | 2020년 5월 15일 | 12.188%   |
| 4회  | 2020년 5월 22일 | 11.378%   |
| 5회  | 2020년 5월 29일 | 11.472%   |
| 6회  | 2020년 6월 5일  | 10.869%   |
| 7회  | 2020년 6월 12일 | 11.194%   |
| 8회  | 2020년 6월 19일 | 10.981%   |
| 9회  | 2020년 6월 26일 | 12.199%   |
| 10회 | 2020년 7월 3일  | 11.686%   |
| 11회 | 2020년 7월 10일 | 8.594%    |

### 라이트
| 회차 | 방송일자         | AGB시청률 |
| ---- | ---------------- | --------- |
| 1회  | 2024년 9월 20일  | 11.4%     |
| 2회  | 2024년 9월 27일  | 11.8%     |
| 3회  | 2024년 10월 4일  | 8.7%      |
| 4회  | 2024년 10월 11일 | 9.0%      |
| 5회  | 2024년 10월 18일 | 8.9 %     |
| 6회  | 2024년 10월 25일 | %         |
| 7회  | 2024년 11월 1일  | %         |
| 8회  | 2024년 11월 8일  | %         |
| 9회  | 2024년 11월 15일 | %         |
| 10회 | 2024년 11월 22일 | %         |

## 촬영 장소
| 시즌       | 장소                                                 |
| ---------- | ---------------------------------------------------- |
| 정선편 1,2 | 강원특별자치도 정선군 정선읍 대촌길 56 (덕우리)      |
| 어촌편 1,2 | 전라남도 신안군 흑산면 만재도길 36-4 (만재도리)      |
| 고창편     | 전북특별자치도 고창군 상하면 송곡리                  |
| 어촌편 3,4 | 전라남도 고흥군 도양읍 득량리                        |
| 산촌편     | 강원특별자치도 정선군 신동읍 방제리                  |
| 어촌편 5   | 전라남도 완도군 노화읍 방서리                        |
| 라이트     | 강원특별자치도 평창군 , 제주특별자치도 제주시 추자도 |

## 수상 경력
- 2015년 제9회 케이블TV 방송대상 창의콘텐츠 부문 PP작품상
- 2016년 tvN10 어워즈 예능 콘텐츠 대상 (삼시세끼 어촌 편)
- 2017년 제16회 대한민국 국회대상 예능 부분

## 같이 보기
- 한식탐험대 (KBS 시사교양본부 제작)
- 한국인의 밥상 (KBS 1TV)
- 신상출시 편스토랑, 백종원 클라쓰 (KBS 2TV)
- 최고의 요리 비결 (EBS 1TV)
- 찾아라! 맛있는 TV, 백파더: 요리를 멈추지 마!, 볼빨간 신선놀음, 로컬 식탁 (MBC TV)
- 결정 맛대맛, 백종원의 골목식당, 맛남의 광장, 식자회담 - 국가발전 프로젝트 (SBS TV)
- 우리가 아는 맛-알토란 (MBN)
- 식객 허영만의 백반기행 (TV조선)
- 백패커, 줄 서는 식당 (tvN)
- 맛있는 녀석들 (iHQ)
- 노중훈의 여행의 맛 (MBC 표준FM)